# Кліщелі (гміна)
Гміна Кліщелі (пол. Gmina Kleszczele) — місько-сільська гміна у східній Польщі. Належить до Гайнівського повіту Підляського воєводства.
Станом на 31 грудня 2011 у гміні проживало 2781 особа.

## Територія
Згідно з даними за 2007 рік площа гміни становила 142.62 км², у тому числі:
- орні землі: 54.00 %
- ліси: 38.00 %

Таким чином, площа гміни становить 8.78 % площі повіту.

## Населення
Станом на 31 грудня 2011:
| Опис     | Загалом | Загалом | Чоловіки | Чоловіки | Жінки | Жінки |
| -------- | ------- | ------- | -------- | -------- | ----- | ----- |
| одиниця  | осіб    | %       | осіб     | %        | осіб  | %     |
| все      | 2781    | 100     | 1372     | 49.33    | 1409  | 50.67 |
| міське   | 1377    | 100     | 663      | 48.15    | 714   | 51.85 |
| сільське | 1404    | 100     | 709      | 50.50    | 695   | 49.50 |

## Сусідні гміни
Гміна Кліщелі межує з такими гмінами: Ботьки, Дубичі Церковні, Милейчиці, Орля, Черемха.